# 동탄 제일풍경채
동탄 제일풍경채는 경기도 화성시 석우동에 위치한 아파트이다. 건설사는 제일건설이다.

## 설명
동탄 제일풍경채는 2008년 9월 28일에 준공되었다. 아파트는 1,316세대 총15동 102㎡ ~ 186㎡, 123㎡, 면적:102A㎡, 103B㎡, 103E㎡, 104C㎡, 104D㎡, 123㎡, 129㎡, 149㎡, 186㎡, 지상 35층, 지하 2층, 102.68㎡/75.87㎡ (전용률 74%), 280세대의 규모로 지어졌다. 아파트의 교육은 예원초등학교에서 전담한다. 철도로는 동탄역이 연계되며 시내버스는 화성여객의 H18번이 동탄 제일풍경채를 경유한다. 아파트의 주변에는 상가와 공원이 발달되어 있으며 동탄 제일풍경채 에듀&파크와 동탄 제일풍경채 퍼스티어는 모두 동단 제일풍경채 아파트 단지에 속한다.

## 같이 보기
- 아파트
- 공동주택